# 543.ª Divisão de Granadeiros (Alemanha)
A 543ª Divisão de Granadeiros (em alemão:543. Grenadier-Division) foi uma unidade militar que serviu no Exército alemão durante a Segunda Guerra Mundial. A divisão foi absorvida pela 78. Sturm-Division no mês de julho de 1944.

## Comandantes
| Comandante                   | Data                                       |
| ---------------------------- | ------------------------------------------ |
| Generalleutnant Karl Löwrick | 23 de julho de 1944 - 12 de agosto de 1944 |

## Área de operações
| Alemanha | julho de 1944 |

## Ordem de Batalha
1079. Grenadier-Regiment
1080. Grenadier-Regiment
1081. Grenadier-Regiment
1543. Artillerie-Regiment
1543. Panzerjäger-Bataillon
1543. Füsilier-Bataillon
1543. Nachrichten-Bataillon
1543. Pionier-Bataillon
Nachschubtruppen